# عزلة بني سعيد (ذمار)
عزلة بني سعيد هي إحدى عزل مديرية وصاب السافل في محافظة ذمار اليمنية ويبلغ تعداد سكانها 1307 نسمة حسب التعداد السكاني في اليمن لعام 2004.